# Византи (Беневенто)
Византи је насеље у Италији у округу Беневенто, региону Кампанија.
Према процени из 2011. у насељу је живело 124 становника. Насеље се налази на надморској висини од 172 м.